# Evan Stewart
Evan Stewart (* 11. Juni 1975 in Harare) ist ein ehemaliger simbabwischer Wasserspringer. Er startete im Kunstspringen vom 1-m- und 3-m-Brett. Stewart gewann einen Weltmeistertitel und mehrere Medaillen bei Commonwealth Games, er nahm an drei Olympischen Spielen teil.
Stewart begann im Alter von zwölf Jahren mit dem Wasserspringen. Er kam zu der in seiner Heimat eher unbekannten Sportart, weil sein Vater im Garten einen Pool mit 1-m-Sprungbrett baute. Schon im Jahr 1992 nahm Stewart an den Olympischen Spielen in Barcelona teil, vom 3-m-Brett verpasste er aber als 20. den Einzug ins Finale. Zwei Jahre später feierte er seinen sportlich größten Erfolg. Bei der Weltmeisterschaft 1994 in Rom wurde er vom 1-m-Brett überraschend Weltmeister. Bei den Commonwealth Games in Victoria errang er zudem Bronze vom 1-m-Brett und Silber vom 3-m-Brett. 1996 startete er erneut bei den Olympischen Spielen, in Atlanta erreichte er das Halbfinale vom 3-m-Brett und verpasste als 13. das Finale nur knapp. Wiederum zwei Jahre später startete er erneut bei der Weltmeisterschaft. In Perth erreichte er diesmal vom 1-m-Brett Rang sechs.  Im gleichen Jahr siegte er bei den Commonwealth Games in Kuala Lumpur vom 1-m-Brett. Stewart nahm im Jahr 2000 zum dritten Mal in Folge an den Olympischen Spielen teil. In Sydney konnte er allerdings als 38. vom 3-m-Brett nicht mehr an die vorherigen Leistungen anknüpfen. Im Anschluss an die Spiele beendete er seine aktive Laufbahn.
Stewart ist bis heute der einzige afrikanische Wasserspringer, der eine Medaille bei Weltmeisterschaften gewinnen konnte.
Zwischen 1993 und 1997 studierte Stewart an der University of Tennessee und startete für das Sportteam der Universität, die Volunteers. Er gewann insgesamt zwei Titel bei Collegemeisterschaften und wurde 1996 zum Wasserspringer des Jahres im Collegebereich gewählt.
Seine Mutter Anthea Stewart gehörte zur Hockeynationalmannschaft Simbabwes, die bei den Olympischen Spielen 1980 Gold gewann.